# Ева Гаусерова
Єва Хаусерова, до шлюбу Черна (25 листопада 1954, Прага — 22 грудня 2023) — чеська журналістка, яка займається природним садівництвом, пермакультуристка, письменниця, перекладачка, феміністка.

## Біографія
Після початкової та середньої школи вивчала біологію на факультеті природничих наук Карлового університету. Потім ненадовго приєдналася до Інституту молекулярної генетики Чехословацької академії наук, де займалася генною інженерією. Після декретної відпустки працювала комірницею, бібліотекаркою і редакторкою журналів ABC (1989–1990), STORY (1990—1992) і науково-фантастичного журналу Ikarie. Звідти пішла в книжкове видавництво Harlequin Publishers (1992—1994) і працювала рекламною копірайтеркою.
З 1995 по 1997 рік забезпечувала своє проживання перекладами з англійської, а також була екологічною активісткою в Жіночому клубі Зеленого кола. Тоді була редакторкою журналів Jackie і Marianne. Зараз вона фрилансерка.
Вона є членом STUŽ, чеського ПЕН-клубу та асоціації Přírodní zahrada, а також почесним членом асоціації Permakultura CS. У 1990-х роках вона була активною у науково-фантастичному русі, часто брала участь у Parcon і тісно співпрацювала з чехословацькою фандомською організацією.
Крім оповідань і романів, брала участь у створенні телевізійних сценаріїв, присвячених екології та жінкам, таких як телевізійні програми Nedej se, Female Voice, ABCDEkologie, Back to the Straw, Vydylená Planeta.
У 1979 році одружилася з Франтішеком Гаузером, розлучилася в 1993 році. Має двох синів, Яна та Якуба.

## Літературна творчість

### Романи
- Свято мутагенів (науково-фантастичні оповідання), Свобода 1992
- Лускунчик (феміністична науково-фантастична новела), Іво Железний 1992
- Шалено дорослішати за сім кроків, або Притягнення західних чоловіків (дівочий роман), ROD Брно 2000
- Блюз заморожених котів. Криваво-зелений роман, Happy 2005
- Ніч у Мейдловарні, Арго 2014

### Популярні феміністичні книги
- На мітлі теж можна літати, ЛН, Прага 1995
- Ви все-таки жінка — маленька, трохи феміністична радниця, Града, Прага 1998
- Довідник войовничого фемінізму, під псевдонімом Johana Suková, Reneco, Ústí nad Labem 1999

### Книги оповідань
- Коли судді помиляються (оповідання з фантастичними мотивами), Матія 2000
- Ловці часу, фейлетони та інші образи того часу, Вотобія 2000
- Тут, в Агонії, науково-фантастичні оповідання, Тритон 2006
- Дай мені жити
- Щасливого Різдва
- Розповіді про жінок
- Дика їзда, антологія еротичних оповідань, Book Club 2006

### Переклади
- Переклала чеською мовою десятки жіночих романів (видавництва «Мотто», «Ікар», «Арлекін»).
- Науково-популярна книга «Вагіна» Кетрін Блекледж (видавництво «Тритон», 2005 р.)
- Монологи вагіни Єви Енслер (опубліковано XYZ 2008)

### Редакторка
- Енциклопедія самозабезпечення 1-2, Тритон 2016 і 2018
- Видання брошур «Ключ до самозабезпечення», що видається двічі на рік з 2014 року permaculture (CS)